# Virtus Entella 2023-2024
Questa voce raccoglie le informazioni riguardanti la Virtus Entella nelle competizioni ufficiali della stagione 2023-2024.

## Divise e sponsor
Lo sponsor tecnico per la stagione 2023-2024 è Adidas; tutte e tre le divise sono personalizzate attraverso il programma Miadidas. Main sponsor presente sulle divise da gioco è Duferco Energia.
| Casa | Trasferta | Terza divisa | 1ª portiere |

## Organigramma societario
Area direttiva
- Presidente: Antonio Gozzi
- Vice-presidente: Salvatore Fiumanò (S.L.O. e D.A.O.)
Walter Alvisi
- Segretario Generale: Nicola Benedetti

Area tecnica
- Direttore Sportivo: Matteo Superbi
- Allenatore: Gennaro Volpe, dal 17 settembre Massimo Melucci, dal 20 settembre Fabio Gallo
- Allenatore in seconda: Massimiliano Bongiorni, dal 17 settembre Gabriele Venuti, dal 20 settembre Roberto Chiappara
- Preparatore atletico: Marco Nastasi, dal 20 settembre Massimiliano Botto
- Preparatore dei portieri: Sergio Porcù
- Team Manager: Edoardo Tomatis

Area comunicazione
- Responsabile Marketing: Michele Pane
- Video Maker: Nicolò Pagliettini
- Addetto Stampa: Matteo Mainetti

Area Sanitaria
- Responsabile sanitario: Dott. Giorgio Firpo
- Medico settore giovanile: Dott. Attilio Smeraldi
- Massaggiatore: Remigio Del Sole

## Rosa
| N.    |                    | Ruolo | Calciatore             |
| ----- | ------------------ | ----- | ---------------------- |
| 1     | Italia (bandiera)  | P     | Andrea Paroni          |
| 2     | Italia (bandiera)  | D     | Alessandro Garattoni   |
| 4     | Italia (bandiera)  | D     | Federico Bonini        |
| 5     | Brasile (bandiera) | C     | Mateus Cecchini Muller |
| 6     | Italia (bandiera)  | D     | Antonio Granata        |
| 6     | Croazia (bandiera) | D     | Ivan Kontek            |
| 7     | Italia (bandiera)  | C     | Giacomo Tomaselli      |
| 8     | Italia (bandiera)  | C     | Lorenzo Meazzi         |
| 9     | Italia (bandiera)  | C     | Francesco Disanto      |
| 9     | Italia (bandiera)  | A     | Romeo Giovannini       |
| 10    | Italia (bandiera)  | A     | Matteo Casarotto       |
| 10    | Italia (bandiera)  | C     | Luca Clemenza          |
| 11    | Italia (bandiera)  | A     | Samuele Vianni         |
| 12    | Italia (bandiera)  | P     | Simone Mazzadi         |
| 13    | Italia (bandiera)  | D     | Davide Zappella        |
| 14    | Italia (bandiera)  | C     | Andrea Corbari         |
| 16    | Italia (bandiera)  | C     | Claudio Manzi          |
| 17    | Italia (bandiera)  | C     | Simone Tascone         |
| 18    | Italia (bandiera)  | P     | Samuele Gariti         |
| 19/18 | Italia (bandiera)  | C     | Mattia Valori          |
| 20    | Grecia (bandiera)  | C     | Antonis Siatounis      |
| 21    | Italia (bandiera)  | A     | Alessandro Faggioli    |

| N. |                        | Ruolo | Calciatore                |
| -- | ---------------------- | ----- | ------------------------- |
| 22 | Italia (bandiera)      | P     | Victor De Lucia           |
| 23 | Canada (bandiera)      | D     | Kosovar Sadiki            |
| 24 | Italia (bandiera)      | C     | Iacopo Lipani             |
| 25 | Italia (bandiera)      | C     | Davide Petermann          |
| 26 | Italia (bandiera)      | D     | Stefano Di Mario          |
| 27 | Italia (bandiera)      | C     | Ernesto Matteazzi         |
| 28 | Italia (bandiera)      | D     | Stefano Reali             |
| 29 | Italia (bandiera)      | A     | Emanuele Banfi            |
| 30 | Italia (bandiera)      | A     | Luca Zamparo              |
| 31 | Italia (bandiera)      | D     | Alessandro Dolce          |
| 32 | Italia (bandiera)      | C     | Alessandro Hu             |
| 33 | Lussemburgo (bandiera) | A     | Adulai Djabi Embalo       |
| 36 | Senegal (bandiera)     | A     | Alioune Thioune           |
| 37 | Italia (bandiera)      | D     | Umberto Ghio              |
| 77 | Italia (bandiera)      | D     | Luca Parodi (capitano)    |
| 79 | Italia (bandiera)      | D     | Edoardo Lancini           |
| 80 | Italia (bandiera)      | C     | Filippo Faggi             |
| 90 | Italia (bandiera)      | D     | Denis Portanova           |
| 91 | Italia (bandiera)      | A     | Daniele Montevago         |
| 92 | Italia (bandiera)      | A     | Claudio Santini           |
| 98 | Italia (bandiera)      | C     | Nicola Mosti              |
| 99 | Lituania (bandiera)    | P     | Ovidijus Siaulys          |
|    | Italia (bandiera)      | D     | Francesco Pio Cucciniello |

## Calciomercato

### Sessione estiva(dal 1/7 al 1/9)
| Acquisti | Acquisti               | Acquisti                 | Acquisti                |
| R.       | Nome                   | da                       | Modalità                |
| -------- | ---------------------- | ------------------------ | ----------------------- |
| P        | Pietro Balducci        | Carpi                    | fine prestito           |
| P        | Ovidijus Siaulys       | Virtus Verona            | fine prestito           |
| D        | Federico Bonini        | Gubbio                   | fine prestito           |
| D        | Stefano Di Mario       | Virtus Entella Primavera | definitivo              |
| D        | Ivan Kontek            | Cesena                   | definitivo (80 mila €)  |
| D        | Edoardo Lancini        | Palermo                  | definitivo (gratuito)   |
| C        | Mateus Cecchini Muller | Virtus Entella Primavera | definitivo              |
| C        | Daniele Dessena        | Olbia                    | fine prestito           |
| C        | Francesco Disanto      | Siena                    | definitivo (gratuito)   |
| C        | Īlias Koutsoupias      | Benevento                | fine prestito           |
| C        | Iacopo Lipani          | Monterosi Tuscia         | fine prestito           |
| C        | Nicola Mosti           | Modena                   | prestito                |
| C        | Davide Petermann       | Foggia                   | definitivo (70 mila €)  |
| A        | Claudio Santini        | Rimini                   | definitivo (200 mila €) |

| Cessioni | Cessioni           | Cessioni        | Cessioni                     |
| R.       | Nome               | a               | Modalità                     |
| -------- | ------------------ | --------------- | ---------------------------- |
| P        | Pietro Balducci    | Prato           | definitivo (gratuito)        |
| P        | Daniele Borra      | Arezzo          | definitivo (gratuito)        |
| D        | Luca Barlocco      |                 | svincolato                   |
| D        | Marco Chiosa       | Arezzo          | definitivo (gratuito)        |
| D        | Giulio Favale      | Padova          | definitivo (gratuito)        |
| D        | Mattia Giammarresi | Lavagnese       | prestito                     |
| D        | Michele Pellizzer  | Cjarlins Muzane | definitivo (gratuito)        |
| C        | Daniele Dessena    | Olbia           | definitivo (gratuito)        |
| C        | Joshua Tenkorang   | Cremonese       | fine prestito                |
| C        | Īlias Koutsoupias  | Benevento       | definitivo (2, 20 milioni €) |
| C        | Leonardo Morosini  | Carrarese       | definitivo (gratuito)        |
| C        | Andrea Paolucci    | Luparense       | definitivo (gratuito)        |
| C        | Armand Rada        | Trento          | definitivo (100 mila €)      |
| C        | Gastón Ramírez     | San Lorenzo     | definitivo (gratuito)        |
| A        | Silvio Merkaj      | Südtirol        | definitivo (400 mila €)      |

### Sessione invernale(dal 2/1 al 31/1)
| Acquisti | Acquisti                  | Acquisti      | Acquisti                |
| R.       | Nome                      | da            | Modalità                |
| -------- | ------------------------- | ------------- | ----------------------- |
| D        | Francesco Pio Cucciniello | Clodiense     | fine prestito           |
| D        | Alessandro Garattoni      | Foggia        | definitivo (200 mila €) |
| D        | Antonio Granata           | Padova        | prestito                |
| D        | Denis Portanova           | Gubbio        | definitivo (gratuito)   |
| C        | Filippo Faggi             | Bari          | prestito                |
| A        | Romeo Giovannini          | Modena        | prestito                |
| A        | Daniele Montevago         | Sampdoria     | prestito                |
| A        | Samuele Vianni            | Nuova Florida | definitivo (gratuito)   |

| Cessioni | Cessioni                  | Cessioni    | Cessioni               |
| R.       | Nome                      | a           | Modalità               |
| -------- | ------------------------- | ----------- | ---------------------- |
| D        | Francesco Pio Cucciniello | Chieti      | prestito               |
| D        | Ivan Kontek               | Catania     | definitivo (gratuito)  |
| D        | Edoardo Lancini           | Novara      | definitivo (gratuito)  |
| D        | Stefano Reali             | Fiorenzuola | prestito               |
| C        | Francesco Disanto         | Lucchese    | prestito               |
| C        | Nicola Mosti              | Modena      | fine prestito          |
| C        | Simone Tascone            | Foggia      | definitivo (40 mila €) |
| A        | Emanuele Banfi            | Forlì       | prestito               |
| A        | Alessandro Faggioli       | Arzignano   | prestito               |
| A        | Luca Zamparo              | Padova      | prestito               |

### Operazioni esterne alle finestre di calciomercato
| Acquisti | Acquisti         | Acquisti      | Acquisti                |
| R.       | Nome             | da            | Modalità                |
| -------- | ---------------- | ------------- | ----------------------- |
| A        | Matteo Casarotto | Virtus Verona | definitivo (300 mila €) |

| Cessioni | Cessioni       | Cessioni       | Cessioni               |
| R.       | Nome           | a              | Modalità               |
| -------- | -------------- | -------------- | ---------------------- |
| C        | Lorenzo Meazzi | Pescara        | definitivo (50 mila €) |
| A        | Luca Clemenza  | Sestri Levante | definitivo (gratuito)  |

## Risultati

### Serie C

#### Girone di andata
| Arbitro: | Crezzini (Siena) |

|            |           |              |
| Meazzi 66’ | Marcatori | 60’ Spagnoli |

| Pescara 8 settembre 2023, ore 20:45 CEST 2ª giornata | Pineto            | 0 – 0 referto | Virtus Entella | Stadio Adriatico-Giovanni Cornacchia (616 spett.)\| Arbitro: \| Madonia (Palermo) \| |
| Arbitro:                                             | Madonia (Palermo) |               |                |                                                                                      |

| Arbitro: | Scatena (Avezzano) |

|  |           |          |
|  | Marcatori | 17’ Pane |

| Arbitro: | Frascaro (Firenze) |

|                              |           |  |
| Da Pozzo 23’ Iervolino 90+5’ | Marcatori |  |

| Arbitro: | Rinaldi (Bassano del Grappa) |

|             |           |                       |
| Santini 70’ | Marcatori | 35’ Gucci 38’ Poggesi |

| Arbitro: | Lovison (Padova) |

|                          |           |  |
| Palmieri 12’ Belloni 63’ | Marcatori |  |

| Arbitro: | Vingo (Pisa) |

|                                      |           |             |
| Zamparo 13’ Petermann 52’ Bonini 60’ | Marcatori | 28’ Ragatzu |

| Arbitro: | Milone (Taurianova) |

|                        |           |          |
| Corbari 30’ Bonini 64’ | Marcatori | 6’ Spina |

| Arbitro: | Mucera (Palermo) |

|  |           |                      |
|  | Marcatori | 9’ Mosti 40’ Santini |

| Arbitro: | Mirabella (Napoli) |

|  |           |                |
|  | Marcatori | 18’ Donnarumma |

| Arbitro: | Mastrodomenico (Matera) |

|                          |           |             |
| Seghetti 16’ Santoro 25’ | Marcatori | 36’ Tascone |

| Arbitro: | Turrini (Firenze) |

|                              |           |  |
| Bonini 6’ Siniega 77’ (aut.) | Marcatori |  |

| Arbitro: | Gianquinto (Parma) |

|           |           |  |
| Russo 88’ | Marcatori |  |

| Arbitro: | Djurdjevic (Trieste) |

|  |           |         |
|  | Marcatori | 8’ Hasa |

| Arbitro: | Zago (Conegliano) |

|  |           |                    |
|  | Marcatori | 20’ (rig.) Zamparo |

| Arbitro: | Virgilio (Trapani) |

|             |           |                             |
| Corbari 85’ | Marcatori | 21’ Cuppone 90+1’ Franchini |

| Ferrara 9 dicembre 2023, ore 18:30 CET 17ª giornata | SPAL             | 0 – 0 referto | Virtus Entella | Stadio Paolo Mazza (5698 spett.)\| Arbitro: \| Vogliacco (Bari) \| |
| Arbitro:                                            | Vogliacco (Bari) |               |                |                                                                    |

| Arbitro: | Leone (Barletta) |

|                          |           |  |
| 7’ Tascone 82’ Tomaselli | Marcatori |  |

| Arbitro: | Nigro (Prato) |

|  |           |            |
|  | Marcatori | 17’ Parodi |

#### Girone di ritorno
| Arbitro: | Pacella (Roma 2) |

|  |           |                       |
|  | Marcatori | 46’ (aut.) Pellizzari |

| Chiavari 14 gennaio 2024, ore 14:00 CET 21ª giornata | Virtus Entella         | 0 – 0 referto | Pineto | Stadio Comunale (1013 spett.)\| Arbitro: \| Grasso (Ariano Irpino) \| |
| Arbitro:                                             | Grasso (Ariano Irpino) |               |        |                                                                       |

| Genova 21 gennaio 2024, ore 16:15 CET 22ª giornata | Sestri Levante | 0 – 0 referto | Virtus Entella | Stadio Luigi Ferraris (3789 spett.)\| Arbitro: \| Caldera (Como) \| |
| Arbitro:                                           | Caldera (Como) |               |                |                                                                     |

| Arbitro: | Di Reda (Molfetta) |

|               |           |              |
| Tomaselli 39’ | Marcatori | 88’ Karlsson |

| Arezzo 4 febbraio 2024, ore 18:30 CET 24ª giornata | Arezzo           | 0 – 0 referto | Virtus Entella | Stadio Città di Arezzo (2413 spett.)\| Arbitro: \| Mucera (Palermo) \| |
| Arbitro:                                           | Mucera (Palermo) |               |                |                                                                        |

| Arbitro: | Costanza (Agrigento) |

|           |           |                                        |
| Lipani 6’ | Marcatori | 20’ Della Latta 51’ Panico 71’ Finotto |

| Arbitro: | Cerbasi (Arezzo) |

|             |           |             |
| Cavuoti 76’ | Marcatori | 66’ Corbari |

| Gubbio 19 febbraio 2024, ore 20:30 CET 27ª giornata | Gubbio            | 0 – 0 referto | Virtus Entella | Stadio Pietro Barbetti (1041 spett.)\| Arbitro: \| Zago (Conegliano) \| |
| Arbitro:                                            | Zago (Conegliano) |               |                |                                                                         |

| Arbitro: | Bozzetto (Bergamo) |

|                |           |            |
| Giovannini 64’ | Marcatori | 90+3’ Fort |

| Arbitro: | Cherchi (Carbonia) |

|                                  |           |  |
| Kargbo 31’, 44’, 77’ Shpendi 35’ | Marcatori |  |

| Arbitro: | Turrini (Firenze) |

|                                                   |           |  |
| Corbari 34’, 41’, 65’ Petermann 55’ Montevago 70’ | Marcatori |  |

| Arbitro: | Andeng Tona Mbei (Cuneo) |

|                 |           |               |
| Ruocco 38’, 85’ | Marcatori | 82’ Petermann |

| Chiavari 15 marzo 2024, ore 20:45 CET 32ª giornata | Virtus Entella        | 0 – 0 referto | Lucchese | Stadio Comunale (2079 spett.)\| Arbitro: \| Allegretta (Molfetta) \| |
| Arbitro:                                           | Allegretta (Molfetta) |               |          |                                                                      |

| Arbitro: | Mastrodomenico (Matera) |

|                        |           |  |
| Damiani 41’ Guerra 80’ | Marcatori |  |

| Arbitro: | Gauzolino (Torino) |

|                                          |           |                |
| Corbari 33’ Giovannini 60’ Petermann 79’ | Marcatori | 36’ Ignacchiti |

| Pescara 8 aprile 2024, ore 20:45 CEST 35ª giornata | Pescara                    | 0 – 0 referto | Virtus Entella | Stadio Adriatico-Giovanni Cornacchia (3172 spett.)\| Arbitro: \| Catanoso (Reggio Calabria) \| |
| Arbitro:                                           | Catanoso (Reggio Calabria) |               |                |                                                                                                |

| Arbitro: | Grasso (Ariano Irpino) |

|              |           |                            |
| Zappella 14’ | Marcatori | 43’ Valentini 47’ Petrović |

| Arbitro: | Pacella (Roma 2) |

|             |           |  |
| Lamesta 68’ | Marcatori |  |

| Arbitro: | Bordin (Bassano del Grappa) |

|            |           |  |
| Santini 9’ | Marcatori |  |

### Coppa Italia

#### Turni eliminatori
| Arbitro: | Gualtieri (Asti) |

|                                                                              |                      |                                                                           |
| Shpendi 17’ Ciofi 45’                                                        | Marcatori            | 51’, 56’ Meazzi                                                           |
| Mercadante Corazza Ciofi Silvestri Shpendi Berti Hraiech Piacentini Pierozzi | Tiri di rigore 6 – 5 | Disanto Tomaselli Banfi Zappella Lipani De Lucia Siatounis Bonini Thioune |

### Coppa Italia Serie C

#### Turni eliminatori
| Arbitro: | Diop (Treviglio) |

|                                         |           |  |
| Disanto 38’ Faggioli 74’ Clemenza 90+2’ | Marcatori |  |

#### Fase finale
| Arbitro: | Di Cicco (Lanciano) |

|  |           |             |
|  | Marcatori | 31’ Fossati |

## Statistiche

### Statistiche di squadra
Statistiche aggiornate al 1º luglio 2023
| Competizione         | Punti | In casa | In casa | In casa | In casa | In casa | In casa | In trasferta | In trasferta | In trasferta | In trasferta | In trasferta | In trasferta | Totale | Totale | Totale | Totale | Totale | Totale | D.R. |
| Competizione         | Punti | G       | V       | N       | P       | Gf      | Gs      | G            | V            | N            | P            | Gf           | Gs           | G      | V      | N      | P      | Gf     | Gs     | D.R. |
| -------------------- | ----- | ------- | ------- | ------- | ------- | ------- | ------- | ------------ | ------------ | ------------ | ------------ | ------------ | ------------ | ------ | ------ | ------ | ------ | ------ | ------ | ---- |
| Serie C              | 45    | 19      | 7       | 5       | 7       | 25      | 18      | 19           | 4            | 7            | 8            | 8            | 17           | 38     | 11     | 12     | 15     | 33     | 35     | -2   |
| Coppa Italia         | -     | 0       | 0       | 0       | 0       | 0       | 0       | 1            | 0            | 0            | 1            | 7            | 8            | 1      | 0      | 0      | 1      | 7      | 8      | -1   |
| Coppa Italia Serie C | -     | 2       | 1       | 0       | 1       | 3       | 1       | 0            | 0            | 0            | 0            | 0            | 0            | 2      | 1      | 0      | 1      | 3      | 1      | +2   |
| Totale               | 45    | 21      | 8       | 5       | 8       | 28      | 19      | 20           | 4            | 7            | 9            | 15           | 25           | 41     | 12     | 12     | 17     | 43     | 44     | -1   |

### Andamento in campionato
| Giornata  | 1  | 2  | 3  | 4  | 5  | 6  | 7  | 8  | 9  | 10 | 11 | 12 | 13 | 14 | 15 | 16 | 17 | 18 | 19 | 20 | 21 | 22 | 23 | 24 | 25 | 26 | 27 | 28 | 29 | 30 | 31 | 32 | 33 | 34 | 35 | 36 | 37 | 38 |
| --------- | -- | -- | -- | -- | -- | -- | -- | -- | -- | -- | -- | -- | -- | -- | -- | -- | -- | -- | -- | -- | -- | -- | -- | -- | -- | -- | -- | -- | -- | -- | -- | -- | -- | -- | -- | -- | -- | -- |
| Luogo     | C  | T  | C  | T  | C  | T  | C  | C  | T  | C  | T  | C  | T  | C  | T  | C  | T  | C  | T  | T  | C  | T  | C  | T  | C  | T  | T  | C  | T  | C  | T  | C  | T  | C  | T  | C  | T  | C  |
| Risultato | N  | N  | P  | P  | P  | P  | V  | V  | V  | P  | P  | V  | P  | P  | V  | P  | N  | V  | V  | V  | N  | N  | N  | N  | P  | N  | N  | N  | P  | V  | P  | N  | P  | V  | N  | P  | P  | V  |
| Posizione | 14 | 11 | 14 | 18 | 20 | 20 | 20 | 18 | 13 | 11 | 15 | 18 | 15 | 15 | 16 | 15 | 15 | 15 | 14 | 10 | 9  | 10 | 9  | 8  | 8  | 11 | 10 | 12 | 12 | 13 | 12 | 13 | 13 | 14 | 14 | 13 | 14 | 15 |

Fonte:  Serie C - Girone B – Classifica giornata, su transfermarkt.it.
Legenda:

Luogo: C = Casa; T = Trasferta. Risultato: V = Vittoria; N = Pareggio; P = Sconfitta.

### Statistiche dei giocatori
Aggiornata al 28 aprile 2024
| Giocatore          | Serie C  | Serie C | Serie C     | Serie C    | Coppa Italia | Coppa Italia | Coppa Italia | Coppa Italia | Coppa Italia Serie C | Coppa Italia Serie C | Coppa Italia Serie C | Coppa Italia Serie C | Totale   | Totale | Totale      | Totale     |
| Giocatore          | Presenze | Reti    | Ammonizioni | Espulsioni | Presenze     | Reti         | Ammonizioni  | Espulsioni   | Presenze             | Reti                 | Ammonizioni          | Espulsioni           | Presenze | Reti   | Ammonizioni | Espulsioni |
| ------------------ | -------- | ------- | ----------- | ---------- | ------------ | ------------ | ------------ | ------------ | -------------------- | -------------------- | -------------------- | -------------------- | -------- | ------ | ----------- | ---------- |
| E. Banfi           | 2        | 0       | 0           | 0          | 1            | 0            | 0            | 0            | 1                    | 0                    | 0                    | 0                    | 4        | 0      | 0           | 0          |
| F. Bonini          | 38       | 3       | 4           | 0          | 1            | 0            | 0            | 0            | 0                    | 0                    | 0                    | 0                    | 39       | 3      | 4           | 0          |
| M. Casarotto       | 0        | 0       | 0           | 0          | 0            | 0            | 0            | 0            | 0                    | 0                    | 0                    | 0                    | 0        | 0      | 0           | 0          |
| M. Cecchini Muller | 1        | 0       | 0           | 0          | 0            | 0            | 0            | 0            | 1                    | 0                    | 1                    | 0                    | 2        | 0      | 1           | 0          |
| L. Clemenza        | 8        | 0       | 0           | 0          | 0            | 0            | 0            | 0            | 2                    | 1                    | 1                    | 0                    | 10       | 1      | 1           | 0          |
| A. Corbari         | 35       | 7       | 11          | 0          | 1            | 0            | 0            | 0            | 2                    | 0                    | 1                    | 0                    | 38       | 7      | 12          | 0          |
| V. De Lucia        | 38       | -35     | 2           | 0          | 1            | -2           | 0            | 0            | 0                    | 0                    | 0                    | 0                    | 39       | -37    | 2           | 0          |
| S. Di Mario        | 27       | 0       | 6           | 0          | 1            | 0            | 0            | 0            | 1                    | 0                    | 0                    | 0                    | 29       | 0      | 6           | 0          |
| F. Disanto         | 11       | 0       | 3           | 1          | 1            | 0            | 0            | 0            | 2                    | 1                    | 0                    | 0                    | 14       | 1      | 3           | 1          |
| A. Djabi Embalo    | 5        | 0       | 1           | 0          | 0            | 0            | 0            | 0            | 0                    | 0                    | 0                    | 0                    | 5        | 0      | 1           | 0          |
| A. Dolce           | 0        | 0       | 0           | 0          | 0            | 0            | 0            | 0            | 0                    | 0                    | 0                    | 0                    | 0        | 0      | 0           | 0          |
| F. Faggi           | 11       | 0       | 1           | 0          | 0            | 0            | 0            | 0            | 0                    | 0                    | 0                    | 0                    | 11       | 0      | 1           | 0          |
| A. Faggioli        | 22       | 0       | 3           | 0          | 1            | 0            | 0            | 0            | 2                    | 1                    | 0                    | 0                    | 25       | 1      | 3           | 0          |
| A. Garattoni       | 9        | 0       | 0           | 0          | 0            | 0            | 0            | 0            | 0                    | 0                    | 0                    | 0                    | 9        | 0      | 0           | 0          |
| S. Gariti          | 0        | 0       | 0           | 0          | 0            | 0            | 0            | 0            | 0                    | 0                    | 0                    | 0                    | 0        | 0      | 0           | 0          |
| U. Ghio            | 1        | 0       | 0           | 0          | 0            | 0            | 0            | 0            | 0                    | 0                    | 0                    | 0                    | 1        | 0      | 0           | 0          |
| M. Giammarresi     | 0        | 0       | 0           | 0          | 0            | 0            | 0            | 0            | 0                    | 0                    | 0                    | 0                    | 0        | 0      | 0           | 0          |
| R. Giovannini      | 14       | 2       | 0           | 1          | 0            | 0            | 0            | 0            | 0                    | 0                    | 0                    | 0                    | 14       | 2      | 0           | 1          |
| A. Granata         | 4        | 0       | 0           | 1          | 0            | 0            | 0            | 0            | 0                    | 0                    | 0                    | 0                    | 4        | 0      | 0           | 1          |
| A. Hu              | 0        | 0       | 0           | 0          | 0            | 0            | 0            | 0            | 0                    | 0                    | 0                    | 0                    | 0        | 0      | 0           | 0          |
| I. Kontek          | 8        | 0       | 1           | 0          | 0            | 0            | 0            | 0            | 2                    | 0                    | 0                    | 0                    | 10       | 0      | 1           | 0          |
| E. Lancini         | 6        | 0       | 1           | 0          | 0            | 0            | 0            | 0            | 1                    | 0                    | 1                    | 0                    | 7        | 0      | 2           | 0          |
| I. Lipani          | 29       | 1       | 5           | 0          | 1            | 0            | 0            | 0            | 2                    | 0                    | 1                    | 0                    | 32       | 1      | 6           | 0          |
| C. Manzi           | 34       | 0       | 8           | 0          | 1            | 0            | 0            | 0            | 0                    | 0                    | 0                    | 0                    | 35       | 0      | 8           | 0          |
| E. Matteazzi       | 4        | 0       | 2           | 0          | 0            | 0            | 0            | 0            | 0                    | 0                    | 0                    | 0                    | 4        | 0      | 2           | 0          |
| S. Mazzadi         | 0        | 0       | 0           | 0          | 0            | 0            | 0            | 0            | 0                    | 0                    | 0                    | 0                    | 0        | 0      | 0           | 0          |
| L. Meazzi          | 17       | 1       | 1           | 0          | 1            | 2            | 0            | 0            | 1                    | 0                    | 0                    | 0                    | 19       | 3      | 1           | 0          |
| D. Montevago       | 13       | 1       | 3           | 1          | 0            | 0            | 0            | 0            | 0                    | 0                    | 0                    | 0                    | 13       | 1      | 3           | 1          |
| N. Mosti           | 12       | 1       | 2           | 0          | 1            | 2            | 0            | 0            | 1                    | 0                    | 0                    | 0                    | 14       | 3      | 2           | 0          |
| L. Parodi          | 28       | 1       | 6           | 0          | 1            | 0            | 1            | 0            | 1                    | 0                    | 0                    | 0                    | 30       | 1      | 7           | 0          |
| A. Paroni          | 0        | 0       | 0           | 0          | 0            | 0            | 0            | 0            | 1                    | 0                    | 0                    | 0                    | 1        | 0      | 0           | 0          |
| D. Petermann       | 35       | 4       | 7           | 0          | 1            | 0            | 0            | 0            | 1                    | 0                    | 0                    | 0                    | 37       | 4      | 7           | 0          |
| D. Portanova       | 11       | 0       | 4           | 0          | 0            | 0            | 0            | 0            | 0                    | 0                    | 0                    | 0                    | 11       | 0      | 4           | 0          |
| S. Reali           | 0        | 0       | 0           | 0          | 0            | 0            | 0            | 0            | 2                    | 0                    | 0                    | 1                    | 2        | 0      | 0           | 1          |
| K. Sadiki          | 15       | 0       | 1           | 0          | 0            | 0            | 0            | 0            | 1                    | 0                    | 0                    | 0                    | 16       | 0      | 1           | 0          |
| C. Santini         | 28       | 3       | 8           | 0          | 0            | 0            | 0            | 0            | 1                    | 0                    | 0                    | 0                    | 29       | 3      | 8           | 0          |
| A. Siatounis       | 17       | 0       | 1           | 0          | 1            | 0            | 0            | 0            | 0                    | 0                    | 0                    | 0                    | 18       | 0      | 1           | 0          |
| O. Siaulys         | 0        | 0       | 0           | 0          | 0            | 0            | 0            | 0            | 1                    | -1                   | 0                    | 0                    | 1        | -1     | 0           | 0          |
| S. Tascone         | 15       | 2       | 2           | 0          | 0            | 0            | 0            | 0            | 1                    | 0                    | 0                    | 0                    | 16       | 2      | 2           | 0          |
| A. Thioune         | 0        | 0       | 0           | 0          | 1            | 0            | 0            | 0            | 0                    | 0                    | 0                    | 0                    | 1        | 0      | 0           | 0          |
| G. Tomaselli       | 33       | 2       | 4           | 0          | 1            | 0            | 1            | 0            | 1                    | 0                    | 0                    | 0                    | 35       | 2      | 5           | 0          |
| M. Valori          | 0        | 0       | 0           | 0          | 0            | 0            | 0            | 0            | 1                    | 0                    | 0                    | 0                    | 1        | 0      | 0           | 0          |
| S. Vianni          | 12       | 0       | 1           | 0          | 1            | 0            | 1            | 0            | 1                    | 0                    | 0                    | 0                    | 14       | 0      | 2           | 0          |
| L. Zamparo         | 18       | 2       | 5           | 0          | 1            | 0            | 0            | 0            | 1                    | 0                    | 0                    | 0                    | 20       | 2      | 5           | 0          |
| D. Zappella        | 31       | 1       | 1           | 0          | 1            | 0            | 0            | 0            | 2                    | 0                    | 0                    | 0                    | 34       | 1      | 1           | 0          |

## Giovanili

### Organigramma
- Responsabile Settore Giovanile: Manuel Montali

Primavera
- Allenatore: Massimo Melucci

#### Giovanili
Under 17
- Allenatore: Paolo Annoni

Under 16
- Allenatore: Andrea Scotto

Under 15
- Allenatore: Cisco Guida

Under 14
- Allenatore: Mihai Calitoiu

### Piazzamenti

#### Primavera
- Campionato: 6º posto

#### Under-17
- Campionato: 1º posto
- Play-off: Ottavi di Finale

#### Under-16
Campionato: 1º posto

#### Under-15
- Campionato: 5º posto

#### Under-14
- Campionato: 7º posto